# Минай
Мина́й — село в Україні, у Холмківській сільській громаді Ужгородського району Закарпатської області, яке є південним передмістям Ужгорода.

## Назва
У письмових джерелах XIII—XV століть село відоме під назвою Нінай (Ninaj). Лише з XVI століття почали вживати назву Минай, яка витіснила первісну Нінай.

## Герб

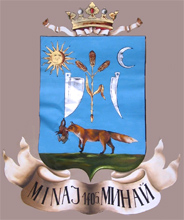
Затверджена версія

У лазуровому щиті золоте стебло з трьома колоссями, що супроводжується в правому верхньому кутку золотим усміхненим сонцем з шістнадцятьма такими ж променями, прямими і полум'яподібними поперемінно, у лівому верхньому кутку - срібним півмісяцем вліво з людським обличчям, справа - срібним лемешом, зліва - срібним лезом коси, а знизу - золотою лисицею, що стоїть на зеленій землі і тримає в пащі золотого зайця.

## Історія
З другої половини XIII століття село належало шляхтичам Феліцію, Егедію, Яну, про що йдеться в грамоті від 1273 року.
1427 року жителів Минаю було оподатковано від 13 порт. У XVI ст. значно скоротилась кількість селянських господарств. 1599 року в Минаї нараховувалося 5 залежних господарств та садиба землевласника.
У другій половині XVIII століття в селі було дві церкви — кальвіністська та греко-католицька. Це є свідченням того, що в селі тоді жили мадяри та русини.
21 грудня 2018 року парафія УПЦ МП Першомученика архідиякона Стефана приєдналась до Православної Церкви України.

## Політика

### Парламентські вибори, 2019
На позачергових парламентських виборах 2019 року у селі функціонувала 2 окремі виборчі дільниці № 210591 і 210591, розташовані у приміщенні амбулаторії і школи, відповідно.
Результати
- зареєстровано 3460 виборців, явка 52,28%, найбільше голосів віддано за «Слугу народу» — 44,50%, за «Голос» — 11,11%, за Всеукраїнське об'єднання «Батьківщина» — 9,93%.[4] В одномандатному окрузі найбільше голосів отримав Олександр Пекарь (Слуга народу) — 22,95%, за Роберта Горвата (самовисування) — 21,46%, за Йосипа Борто (самовисування) — 11,24%[5].

## Економіка
У 2003 році в селі відкрито завод ТОВ «Ядзакі Україна», дочірньої компанії корпорації Ядзакі з виготовлення схемних джгутів для автомобілів. Товариство є одним з найбільш ринкоутворюючих на ринку праці Ужгородського району.

## Населення
Згідно з переписом УРСР 1989 року, чисельність наявного населення села становила 2184 особи, з яких 1054 чоловіки та 1130 жінок.
За переписом населення України 2001 року, в селі мешкало 3088 осіб.

### Мова
Розподіл населення за рідною мовою за даними перепису 2001 року:
| Мова       | Відсоток |
| ---------- | -------- |
| українська | 82,19 %  |
| угорська   | 13,47 %  |
| російська  | 3,59 %   |
| словацька  | 0,55 %   |
| вірменська | 0,16 %   |

## Релігія
Біля села розташована Ужгородська греко-католицька богословська академія імені Теодора Ромжі. У селі розташована православна парафія Першомученика архідиякона Стефана та греко-католицька парафія. Наразі тут знаходиться найбільш відома ікона Святого Олександра Мандруючого.
Історія греко-католицької Церкви св. Петра і Павла (1908)
У 1754 році в Минаї ще не було церкви. Пізніше збудували дерев'яну церкву, яка стояла до спорудження при головній дорозі стрункої мурованої базиліки. Основний камінь освятив 12 липня 1908 року о. Іван Якович. Багато зусиль доклав також о. Олексій Дулишкович. Будівництво обійшлося в 20 тисяч корон (600 корон подарував Іоан Кабацій), зібраних і по сусідніх селах. Розписи в храмі виконав Бейла Мігалі у 1913 р., коли куратором був Іван Петер. У 1944 р. в селі було 108 римо-католиків, 203 греко-католики та 98 реформатів.
За радянських часів, у 1949 році храм закрили, а у 1963 р. зняли з реєстрації діючих храмів і перетворили на склад. Вежу розібрали, дзвони вивезли, вікна замурували, а до бічних фасадів прибудували додаткові приміщення. З 1990 р., з відновленням греко-католицької церкви велися роботи з відновлення церкви, очолювані о. О. Леґезою — капеланом Ужгородського катедрального собору. Майстри відбудували зруйновану вежу, добудували закристію, виготовили 4 нові престоли та лавиці. У 1992 році художник Федір Лащак з сином Дмитром реставрували малювання в інтер'єрі. Іконостас не встановлювали. 12 липня 1995 року відбулося посвячення оновленого храму. Церква та греко-католицька релігійна громада села належить до Мукачівської греко-католицької єпархії.

## Спорт
У селі Минай проводить домашні матчі футбольний клуб «Минай», який заснований 2015 року. У сезоні 2018/2019 виступав у Другій лізі чемпіонату України. У сезоні 2019/2020 став переможцем Першої ліги чемпіонату України та підвищився до Прем'єр-ліги.

## Туристичні місця
- Храм св. Петра і Павла (1908)
- Ужгородська греко-католицька богословська академія імені Теодора Ромжі.

## Особистості
- Данилюк Дмитро Дмитрович (1941—2020) — український історик, похований на цвинтарі в селі[9].